# Gamle Oslo
Gamle Oslo er en administrativ bydel i Oslo med 58.671 indbyggere (2020) og et areal på 7,5 km².
Bydelen består af områderne
- Tøyen
- Vålerenga
- Kampen
- Grønland
- Gamlebyen
- Ensjø
- Etterstad
- Valle-Hovin
- Helsfyr
- Ekebergskråningen

Bydelen omfatter også enkelte øer i Oslofjorden nemlig Kavringen, Nakkholmen, Lindøya, Hovedøya, Bleikøya, Gressholmen, Rembergøya og Heggholmen.

## Eksterne Henvisninger
- Gamle Oslo Arkiveret 18. juni 2007 hos  Wayback Machine